# 杞桓公
杞桓公（前？年－前567年），姒姓，名姑容，是杞国的第10任君主，杞成公之弟，继承其爵位。在位70年，传于其子杞孝公。

## 大事年表
- 元年（前636年），杞桓公即位。
- 四年（前633年）春季，杞桓公向魯國朝貢，用夷人禮儀。（《左傳·僖公二十七年》）
- 二十二年（前615年）正月，杞桓公向魯國朝貢。（《左傳·文公十二年》）
- 四十六年（前591年）春季，魯國討伐杞國。（《左傳·宣公十八年》）
- 五十年（前587年）春季，杞桓公向魯國朝貢。（《左傳·成公四年》）
- 五十一年（前586年）十二月己丑，杞桓公與晉、魯等七國在蟲牢（今河南省封丘縣北）盟會。（《左傳·成公五年》）
- 五十三年（前584年）秋季，楚侵鄭，杞桓公與晉、魯等七國求援鄭國。（《左傳·成公七年》）
- 五十四年（前583年），杞桓公夫人杞叔姬在魯國去世。（《左傳·成公八年》）
- 五十五年（前582年），杞桓公派人前去魯國迎接遺體。杞桓公與晉、魯等八國在蒲（今河南省長垣縣）盟會。（《左傳·成公九年》）
- 六十四年（前573年）秋季，杞桓公向魯國朝貢。（《左傳·成公十八年》）
- 七十年三月壬午（前567年2月12日），杞桓公去世。秋季，安葬杞桓公。（《左傳·襄公六年》）

## 家庭
父母
- 杞德公

兄弟
- 杞成公

妻妾
- 杞叔姬

子女
- 杞孝公
- 杞文公
- 杞平公
- 晋悼公夫人